# Пјано Вомано (Терамо)
Пјано Вомано (итал. Piano Vomano) је насеље у Италији у округу Терамо, региону Абруцо.
Према процени из 2011. у насељу је живело 240 становника. Насеље се налази на надморској висини од 859 м.